# Ghazni (huyện)
Ghazni là một huyện thuộc tỉnh Ghazni, Afghanistan. Dân số thời điểm năm 1999 là 1,090,478 người.